# Lijst van burgemeesters van Son en Breugel
Dit is een lijst van burgemeesters van de Nederlandse gemeente Son en Breugel in de provincie Noord-Brabant.
De benaming 'burgemeester' werd in deze gemeente voor het eerst gebezigd in 1825.
| Ambtsperiode                       | Naam burgemeester                                 | Partij of stroming | Bijzonderheden                                                                          |
| ---------------------------------- | ------------------------------------------------- | ------------------ | --------------------------------------------------------------------------------------- |
| 1810 - 1833                        | Willem van den Eertwegh                           |                    | Vóór 1825 als schout-civiel, maire, schout.                                             |
| 1833                               | Gerrit Hendrik van de Ven                         |                    | Waarnemend locoburgemeester, grondeigenaar.                                             |
| 1833 - 1852                        | Samuel van Hoven (1798-1869)                      | protestant         | Tevens notaris te Son.                                                                  |
| 1852 - 5 mei 1867                  | Judocus van de Ven                                |                    | Zoon van Gerrit Hendrik van de Ven                                                      |
| 1867 - 1873                        | Cornelis Ebben                                    |                    |                                                                                         |
| 22 oktober 1873 - 1874             | Jhr. Rudolph Balthasar Marie Eelco van Grotenhuis |                    |                                                                                         |
| 1875 - 1884                        | Hendrik van de Ven                                |                    |                                                                                         |
| 1884 - 1918                        | Petrus van Grinsven                               |                    |                                                                                         |
| 18 april 1918 - 7 november 1934    | Antonius Christophorus (Antoon) van de Ven        |                    | Voorzitter van de NCB, Son & Breugel kende sterke groei tijdens zijn periode.           |
| 1935 - 1945(?)                     | Robert Antoon Louis Marie Hubert Schoepp          |                    | Door de Duitse bezetter gegijzeld vanaf 31 december 1943.                               |
| voorjaar 1944 - 8 juli 1944        | Hendrik Veeneman                                  |                    | Als waarnemend burgemeester aangesteld, ontslagen en afgevoerd door de Duitse bezetter. |
| 1945(?) - 1 september 1946         | Bert van Maasakkers                               |                    | Waarnemend locoburgemeester.                                                            |
| 1 september 1946 - 1 augustus 1982 | Paul (P.J.D.) Steinweg                            |                    |                                                                                         |
| 1982 - 1991                        | Jack (J.J.M.) Bonnier                             | CDA                |                                                                                         |
| 1991 - oktober 1998                | Willem (W.P.M.) Urlings                           | CDA                | was burgemeester van Ootmarsum, werd burgemeester van Hoogeveen                         |
| 16 oktober 1998 - 1 september 2003 | Joep (J.L.M.) Baartmans-van den Boogaart          | PvdA               | Waarnemend.                                                                             |
| 1 september 2003 - 31 maart 2023   | Hans (J.F.M.) Gaillard                            | VVD                |                                                                                         |
| 11 april 2023-heden                | Suzanne Otters-Bruijnen                           | VVD                |                                                                                         |